# L'Époque (revue littéraire)
Pour les articles homonymes, voir L'Époque.

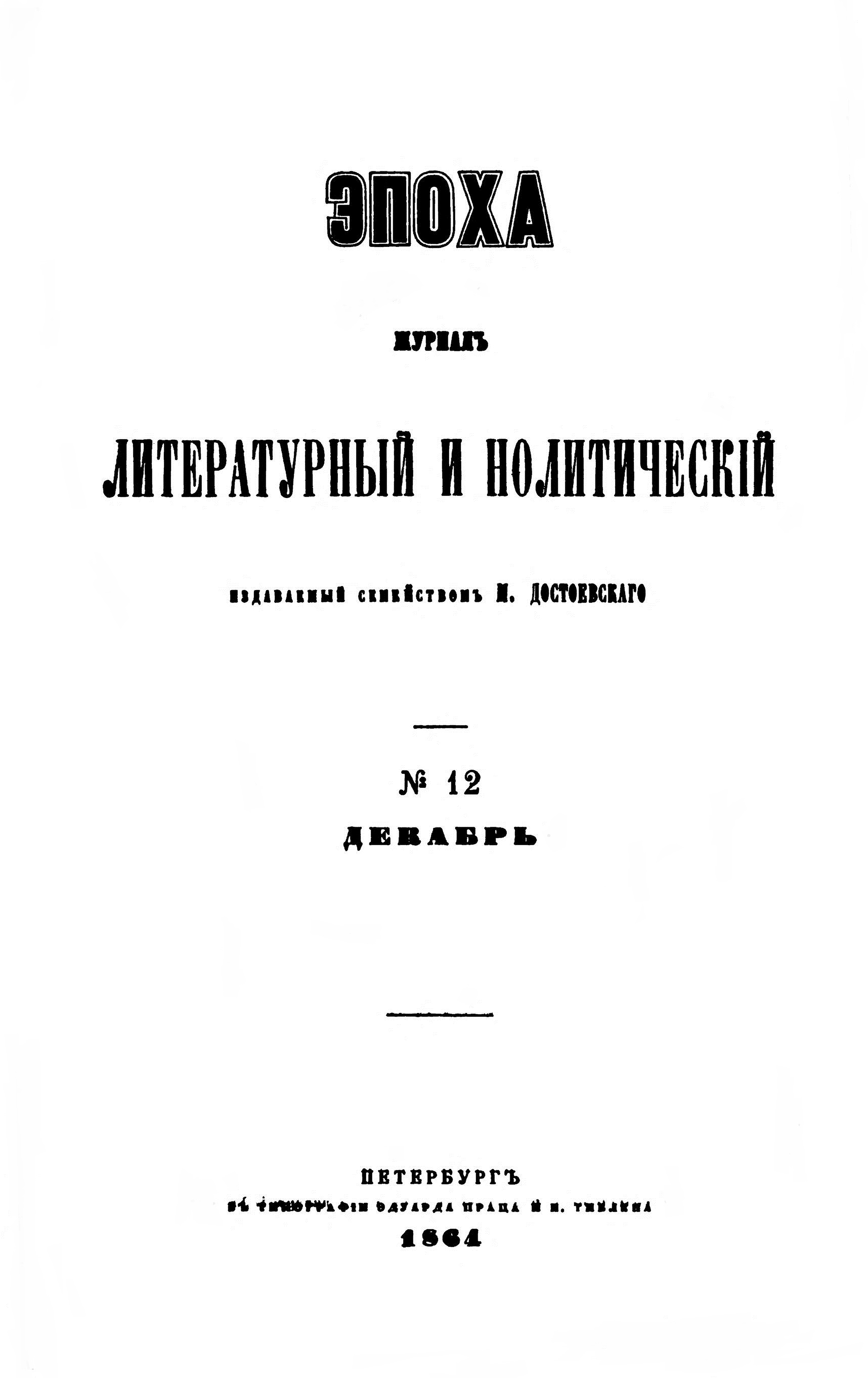
Première page de la revue l'Époque.

L'Époque (en russe : Эпоха) est une revue littéraire et politique, créée par les frères Fiodor et Mikhaïl Dostoïevski. Elle a été publiée en 1864 et 1865, pour remplacer la revue précédente : Le Temps.

## Histoire de la publication
Après la fermeture de la revue Le Temps, les frères Dostoïevski tentent de poursuivre la parution de leur production. En janvier 1864, Mikhaïl Dostoïevski obtient l'autorisation de publier une nouvelle revue sous un nouveau nom. Fiodor Dostoïevski ne pouvait pas débuter une activité de rédacteur ou d'éditeur du fait de l'interdiction que le pouvoir lui avait faite. Les deux premières éditions de la revue en janvier et février 1864 sont publiées en même temps au mois de mars. C'est dans ces premiers mensuels que paraissent les premiers chapitres du récit de Fiodor Dostoïevski Les Carnets du sous-sol. Contrairement aux attentes de l'écrivain, L'Époque ne réunit pas autant d'abonnés que la revue Le Temps. L'épouse de Fiodor Maria Dmitrievna Dostoïevskaïa meurt le 15 avril 1864, son frère Mikhaïl le 10 juillet de la même année. Le fidèle collaborateur de la revue Apollon Grigoriev meurt le 25 septembre. Les difficultés financières et d'organisation des publications obligent à mettre fin à la revue, dont le dernier numéro paraît en février 1865.

## Rédaction politique
À Fiodor et Mikhaïl Dostoïevski se sont joints les collaborateurs Apollon Grigoriev et Nikolaï Strakhov.
Après la mort de Mihkaïl Dostoïevski en 1864, le rôle officiel de rédacteur du journal L'Époque est confiée à Alexandre Poretski,. La revue devint l'organe du Potchvennitchestvo et mena une polémique acharnée contre les revues Rousskoe slovo et Le Contemporain de Nikolaï Nekrassov et Ivan Panaïev.
Le critique spécialiste de Dostoïevski David Magarshack observe que dans les revues L'Époque et Le Temps, Fiodor Dostoïevski n'hésite jamais à défier les radicaux et les nihilistes, et en particulier à ceux ralliés aux idées de la revue Le Contemporain.
La critique officielle de l'époque soviétique considérait cette revue comme réactionnaire. Le fondement théorique des deux revues créées par les frères Dostoïevski se trouve dans l'idéologie potchvennitchestvo, le slavophilisme traditionnel. Tout en affirmant que le slavophilisme était dépassé, Dostoïevski s'y tenait encore dans son programme. Son idée fondamentale était que la classe cultivée et le peuple devaient se réunir sans pour autant que les premiers doivent répudier leurs principes, ni le peuple russe ses principes à lui enracinés dans le sol russe. L'écrivain développa encore ces conceptions dans le Journal d'un écrivain.

## Collaborateurs
Les Carnets du sous-sol ont été publiés dans les quatre premiers mensuels de la revue. Le récit de Fiodor Dostoïevski intitulé « Crocodile » est paru dans le dernier mensuel de février 1865. N. V. Jivoloupova écrit que la critique de l'époque considère « Crocodile » comme une mauvaise parodie de Nikolaï Tchernychevski.
Grâce aux publications mensuelles de L'Époque, des articles d'Apollon Grigoriev, de Nikolaï Strakhov sont diffusés, de même que des œuvres d'écrivains renommés, tels que les Apparitions d'Ivan Tourgueniev, des essais de Nikolaï Leskov, Lady Macbeth du district de Mtsensk, des ouvrages de fiction de Vsevolod Krestovski, d'Alexeï Razine et d'autres auteurs. Ont pris part à ces publications : Dmitri Averkiev, Apollon Maïkov, Alexeï Plechtcheïev, Iakov Polonski, Konstantin Stanioukovitch, Alexandre Milioukov.